# Резистор
Резисторът, наричан също (на жаргон) съпротивление, е двуизводен пасивен електронен компонент, чиято основна характеристика е електрическото съпротивление.
Резисторите са сред най-често срещаните компоненти в електрическите вериги, като повечето електронни устройства съдържат голям брой от тях. Те се изработват от различни химически вещества във вид на компактни елементи, или в някои случаи – от навит проводник с голямо специфично съпротивление. Резистори се използват и в интегралните схеми, особено при аналоговите устройства, като могат да бъдат интегрирани и в хибридни или печатни схеми.
Съгласно международните стандарти на IEC резисторът в електронни схеми се означава като празен правоъгълник, а съгласно стандартите на ANSI (прилагани в САЩ и някои други страни) – като зигзаговидна линия. Второто означение може също да се срещне в много стари български или съветски принципни схеми.
Единицата за измерване на съпротивлението на резисторите е ом, наречена в чест на немския физик Георг Ом. Бележи се със символа Ω (гръцката буква омега). За удобство се използват и кратни единици на основната – милиоми (mΩ = 0,001 Ω), килооми (kΩ = 1000 Ω), мегаоми (MΩ = 1 000 000 Ω), гигаоми (GΩ = 1 000 000 000 Ω), тераоми (ТΩ = 1 000 000 000 000 Ω) и т.н. Обхватът на съпротивлението се простира от хилядни части от ома (10 mΩ) до единици тераома. Най-широко разпространен начин за отбелязване номиналната стойност на един резистор е чрез цветен код. Тази маркировка се състои от четири или пет (при толеранс по-малък от 5 %) цветни точки или ленти, нанесени върху корпуса на резистора. За измерването им се използват омметри или мултиметри („мултицети“).
Резисторите се класифицират според предназначението и параметрите им, принципа на действие, изменението на съпротивлението, вида на волт-амперната характеристика, метода на защита и монтажа, технологията на производство.

## Основни характеристики и параметри на резисторите
- Номинално съпротивление {\displaystyle R}.
- Допустимо отклонение на съпротивлението от номиналната стойност (технологична вариация в производствения процес).
- Максимална разсейвана мощност {\displaystyle P}.
- Максимално работно напрежение {\displaystyle U}.
- Температурен коефициент на съпротивление (TKR) {\displaystyle \alpha }.
- Генериран шум.
- Максимална температура на околната среда за номинална разсейвана мощност.
- Устойчивост на влага и топлоустойчивост.
- Коефициент на напрежение. Той взема предвид зависимостта на съпротивлението на някои видове резистори от приложеното напрежение.

Определя се по формулата: {\displaystyle K_{U}={\frac {R_{1}-R_{2}}{R_{1}}}*{100\%}}, където {\displaystyle R_{1}} и {\displaystyle R_{2}} са съпротивления, измерени при напрежения, съответстващи на {\displaystyle {10\%}} и {\displaystyle {100\%}} от номиналната разсейвана мощност на резистора.
Някои характеристики са от съществено значение при проектирането на устройства, работещи на високи и свръхвисоки честоти, а именно:
- паразитен капацитет.
- паразитна индуктивност.

### Разсейвана мощност
Мощността P, разсейвана от даден резистор (или от схема с еквивалентно съпротивление), се изчислява като:
{\displaystyle P=I^{2}R=IU={\frac {U^{2}}{R}}}
Първото равенство произтича пряко от закона на Джаул – Ленц, а другите две форми се получават чрез прилагане на закона на Ом.
Общото количество топлинна енергия, отделяно за даден период от време, може да бъде определено чрез интегриране на мощността за съответния период:
{\displaystyle W=\int _{t_{1}}^{t_{2}}v(t)i(t)\,dt.}
Основната част от резисторите, използвани в електронните схеми, абсорбират много по-малко от 1 W електрическа мощност, като при тях този показател не е от съществено значение. Тези резистори обикновено имат максимално разсейване до 1/10, 1/8 или 1/4 W.
Резисторите, за които се изисква да разсейват значителна мощност, особено използваните в захранващи блокове, трансформаторни вериги и усилватели на мощност, обикновено се наричат силови резистори. В тази категория влизат резистори с максимално разсейване, не по-малко от 1 W. Те имат по-големи размери, а системата за маркиране на останалите резистори не се прилага при тях.
Максималното разсейване на мощност на даден резистор е различно от мощността, която той може да разсее безопасно при практическа употреба. Циркулацията на въздуха и близостта до други компоненти, околната температура и други фактори могат да намалят значително допустимото разсейване.

### Отклонения от идеалната характеристика
На практика резисторите не са идеални, а имат допълнителни параметри, свързани с техните паразитна индуктивност и паразитен капацитет. В еквивалентната схема на един реален резистор индуктивният елемент е свързан последователно, а капацитивният – паралелно на неговото активно съпротивление. При високочестотни приложения, напр. усилвател с нисък шум и предусилвател, паразитните параметри могат да доведат до критични амплитудни и фазови изкривявания.
Друг проблем е промяната (дрейфът) на съпротивлението на резистора при промяна на температурата, която особено при променливите резисторите може да бъде значителна.
Паразитната индуктивност, паразитният капацитет, повишеният шум и температурният коефициент основно зависят от технологията и материалите, с които се изработват резисторите.

## Класификация на резисторите
Резисторите са елементи на електронното оборудване и могат да се използват като дискретни компоненти или като компоненти на интегрални схеми. Дискретните резистори се класифицират според следните основни критерии:
1) Според предназначението:
- резистори с общо предназначение;
- резистори със специално предназначение:
  - с високо съпротивление или високоомни (съпротивления от 10 MΩ до няколко TΩ, работни напрежения 100 – 400 V);
  - за високо напрежение или високоволтови (работно напрежение – десетки kV);
  - лабораторни променливотокови (работни честоти от 0 до 1 MHz);[3]
  - високочестотни (имат малка собствена индуктивност и капацитет, работни честоти до стотици MHz);
  - спирачни (за динамично спиране на електродвигатели чрез превръщане на механичната им енергия в електрическа, която се разсейва от мощен резистор);[4]
  - прецизни и свръхпрецизни (повишена точност, толеранс 0,001 – 1 %).
  - резистори предпазни. / резистор и предпазител в едино/. Има както прекъсващи веригата като изгорят, така и с механично разкъсване на веригата. Първият вид изгаря и трябва да бъде подмене с нов. Вторият вид е с контакт запоен със специална сплав и при достигане на определена температура сплавта се стапя и контактът се отваря. Възстановяването става, като контактът се затвори и сплавта се запои отново.

2) Според параметрите: точност на съпротивлението, максимална разсейвана мощност и др.
- Според точността, която се определя от възможния толеранс (допуск) между номиналната и действителната стойност на съпротивлението. По-точните резистори се произвеждат с по-малък толеранс, по-неточните – с по-голям. Условно се разделят на точни – с толеранс (точност) 0,1 %, 0,2 %, 0,5 %, 1 % и 2 % и такива за обща употреба – с толеранс (точност) 5 %, като съществуват и такива с толеранс 10 % и 20 %, а при ситопечатните резистори толерансът може да достигне до 30 %.
- Според максималната разсейвана мощност. Произвеждани са резистори с мощност 0,01 W, 0,025 W, 0,05 W, 0,062 W, 0,125 W, 0,25 W, 0,5 W, 1 W, 2 W, 3 W, 4 W, 5 W, 7 W, 8 W, 10 W, 12 W, 15 W, 16 W, 20 W, 25 W, 40 W, 50 W, 63 W, 160 W, 250 W, 500 W и дори повече, до 1 kW (резистори за специални приложения).[1][5]

3) Според изменението на съпротивлението (принципа на действие):
- Постоянни резистори (за обемен монтаж)
- Променлив регулиращ резистор (потенциометър)
- Настройващи резистори (тримери)
- Прецизен многооборотен настройващ резистор
- Мощен резистор 1,5 kΩ 12 W, произведен 1963 г. в СССР

- постоянни резистори (най-широко използваните с точно определено съпротивление);
- променливи резистори:
  - с ръчно изменение на съпротивлението: променливи регулиращи резистори (потенциометри) и променливи настройващи резистори (тримери).
  - с автоматично изменение на съпротивлението под влиянието на фактори като напрежение (варистори), светлина (фоторезистори) или топлина (терморезистори).

4) Според метода на монтаж:
- за печатен (повърхностен) монтаж;
- за обемен (висящ или окачен) монтаж;
- за микросхеми и микромодули. В една монолитна интегрална схема (базов материал – еднокристален силиций) изборът на материал за резистора е много ограничен. В този случай за всеки един резистор се използва специално включен транзистор като заместител на резистора, тъй като „истинският“ резистор в схемата заема повече място. Ако в схемата трябва да се използва реален резистор, в повечето случаи се използва полиморфен силиций.

5) Според метода на защита от влага:
- незащитени;
- лакирани;
- смесени (компаундни);
- пресовани в пластмаса;
- херметизирани (запечатани);
- вакуумирани.

6) Според волт-амперната характеристика (зависимостта от въздействие):
- линейни резистори;
- нелинейни резистори:
  - варистори – съпротивлението зависи от приложеното напрежение;
  - терморезистори (термистори) – съпротивлението зависи от температурата;
  - фоторезистори – съпротивлението зависи от осветеността;
  - тензорезистори – съпротивлението зависи от деформацията на резистора;
  - магниторезистори – съпротивлението зависи от величината на магнитното поле.
  - мемристори (в процес на разработка) – съпротивлението зависи от заряда, протичащ през него (интегралът от тока по време на работа).

7) Според вида на използваните проводящи елементи:
- жични резистори – тел или лента с високо съпротивление се навива на макара.
- нежични резистори – съпротивителният елемент е пространствена или повърхностна структура върху изолационна част.

8) Според вида на използваните материали:
- Въглеродни резистори. Произвеждат се под формата на филм и насипно. Филмите или резистивните тела са смеси от графит с органични или неорганични вещества.
- Метален филм или резистори от метален оксид. Като резистивен материал се използва тънка метална лента.
- Композиционни резистори.
- Жични резистори.
- Интегрален резистор. Резистивен елемент е леко легиран полупроводник, образуван в кристал на микросхема под формата на обикновено зигзагообразен канал, изолиран от други вериги на микросхемата чрез p-n преход. Такива резистори имат голяма нелинейност на характеристиката на напрежението. Те се използват главно като част от интегрирани монокристални микросхеми, където е принципно невъзможно да се използват други видове резистори.

9) Според изработката: тънкослойни и дебелослойни, навити, от фолио и др.

## Видове
Видовете резистори в зависимост от материала и изработката най-често са:

### Жични и нежични резистори
Според вида на използваните проводящи елементи резисторите се делят на жични и нежични.

#### Жични резистори
Те се навиват от тел или лента с високо съпротивление на макара от изолационен материал. Обикновено имат значителна паразитна индуктивност. За да се намали паразитната индуктивност, те почти винаги се правят с бифилярна намотка. Резисторите с високо съпротивление и малки размери понякога се правят от микропроводник.

#### Нежични резистори
Резистивният (съпротивителен) елемент при тях е триизмерна структура на физическо тяло или повърхностен слой, образуван върху изолационни части (тънък слой от метална сплав или композитен материал с високо съпротивление, нисък коефициент на топлинно съпротивление, обикновено отложен върху цилиндрична керамична сърцевина). Краищата на сърцевината са снабдени с притиснати метални капачки с кабелни кабели за монтаж. Понякога, за да се увеличи съпротивлението, в слоя се прави спираловиден жлеб, за да се образува спирална конфигурация на проводящия слой. Сега това е най-разпространеният тип резистор за монтаж през отвори в печатни платки. Резисторите в хибридна интегрална схема се произвеждат по същия принцип: под формата на метални или композитни филми, отложени върху обикновено керамичен субстрат чрез вакуумно отлагане или ситопечат.

### Тънкослойни и дебелослойни резистори
Тънкослойните и дебелослойните резистори се различават по дебелината на съпротивителния си слой. Дебелослойният резистор има 1000 пъти по-дебел слой от тънкослойния резистор, като принципното различие е как се нанася филма върху цилиндъра (при проводниковия резистор) или на плоска повърхност (SMD резистор).
Тънкият филм се изработва с използването на процеса разпрашване на съпротивителния материал върху изолационната основа. След това този филм се ецва по метод, подобен на изработката на печатни платки: повърхността му се покрива с фоточувствителен материал, част от фоточувствителния филм се полимеризира от ултравиолиолетова светлина, а друга част остава неполимеризирана чрез използване на фотошаблон. Неполимеризираният слой се стрипва (сваля). След това останалата откритата повърхност на тънкия филм се ецва.
Дебелослойните резистори се изработват чрез използване на ситопечат с използване на сито или метален шаблон.
Дебелината на тънкослойния филм може да се контролира много прецизно чрез измерване на времето. Използват се материали като танталов нитрид (TaN), оловен оксид (PbO) и други.
Дебелослойните резистори могат да използват същия проводников материал, но смесен с прахообразно стъкло и течност, за да може да се нанася със ситопечат. След това този материал се изпича при 850 °C.
Тънкослойните резистори са по-скъпи от дебелослойните.

#### Ситопечатан резистор от въглерод
Композитните резистори от въглерод могат да бъдат отпечатани направо върху печатната платка като част от процеса на производството ѝ. Тази технология е по-често използвана за хибридни схеми и може да се използва за стъклотекстолитови печатни платки. Допуските са много големи и могат да достигнат до 30 %. Затова се използват при по-неотговорни приложения. В повечето такива практически приложения те са най-предпочитани, защото са много евтини за създаване, твърди и могат да бъдат отпечатани директно върху платки. В сравнение с металните проводници, които са скъпи, въглеродът се получава в изобилие, което го прави евтин.

#### Слойни резистори от въглерод
Въглеродните слойни резистори са направени от плътен цилиндричен резистивен елемент с вградени проводници и метални крайни капачки. Покрити са с боя или защитен лак. Тънкият слой (филмът) от въглерод е наслоен върху изолационна подложка и е обработен под формата на спирала (винтова линия), за да се получи голяма дължина с по-голямо съпротивление. С промяната на формата и специфичното съпротивление на аморфния въглерод (в областта от 500 до 800 μΩ.m), се осигурява широк диапазон от стойности на съпротивлението на резистора. В сравнение с композитните материали с въглерод, те осигуряват по-нисък шум поради използването на чист въглерод и по-точното разпределение. Слойните въглеродни резистори имат мощности от 0,125 W до 5 W при 70 °C. Съпротивленията са в обхвата от 1 Ω до 10 MΩ. Работният температурен диапазон е от −55 °C до 155 °C и от 200 до 600 V максимално работно напрежение.
За осигуряване на устойчивост се използват различни материали, главно сплави и метали като месинг, нихром, сплави от волфрам и платина. Но повечето от тях имат по-малки специфични електрически съпротивления от въглерода, което усложнява създаването на въглероден резистор с високо съпротивление, без да има огромни размери, защото съпротивлението {\displaystyle R} е право пропорционално на дължината {\displaystyle l} × специфичното съпротивление {\displaystyle \rho }:
{\displaystyle R={\frac {\rho \cdot l}{S}}}
Затова се намалява до минимум напречното сечение на проводника {\displaystyle S}.
Въглеродните слойни резистори са един от най-често използваните видове електроника. Те генерират високо прецизни стойности на съпротивлението и обикновено се използват за калибриране, както и за сравняване на съпротивленията.

#### Металослойни резистори
Най-често срещаните двупроводникови резистори са металослойните резистори. Те притежават добри шумови характеристики и малка нелинейност. Притежават голяма точност на съпротивлението, нисък температурен коефициент и стабилни параметри във времето.
Тези резистори са направени от метален оксид или малки пръчки от метал с керамично покритие. Те са подобни на резисторите с въглероден филм и тяхното съпротивление се контролира от дебелината на покриващия слой. Свойствата като надеждност, точност и стабилност са значително по-добри за тези резистори. Тези резистори могат да бъдат получени в широк диапазон от стойности на съпротивлението (от няколко ома до милиони ома).

#### Металоксидни слойни резистори
Металоксидните слойни резистори са изработени от метални оксиди и притежават висока работна температура и по-голяма стабилност (надеждност) от металослойните резистори.

### Обемни резистори

#### Въглеродно-керамични масивни резистори
Въглеродно-композитните резистори се състоят от монолитен цилиндричен съпротивителен елемент с вградени проводникови изводи или метални капачки в края, към които са свързани изводите на резистора. Тялото на резистора е защитено с боя или пластмаса.
Резисторът е направен от смес на фин прахообразен въглерод и изолационен материал (обикновено керамика). Сместа се свързва със смола. Съпротивлението се определя от съотношението на прахообразните материали: прахообразни керамика и въглерод. По-високата концентрация на въглерод, който е добър проводник, води до по-ниско съпротивление. Въглеродните композиционни резистори имат недостатъчна стабилност на параметрите във времето и отклонение 5% може да се постигне само с подбор.
Въглеродно-композитните резистори са все още налични, но относително скъпи. Използват се все още в захранващи блокове и управление на заваръчни апарати.

### Навити резистори
Тези резистори са най-старият тип резистори с отлични свойства като висока мощност и ниски съпротивления. Навитите резистори обикновено са направени от метален проводник, навит върху ядро от керамика, пластмаса или друг изолационен материал. Проводникът е изработен от хром-никелова или медно-никел-манганова сплав. Краищата му са запоени или заварени към две капачки или пръстени в края на ядрото. Отгоре са защитени от лак или пластмаса. По време на тяхната употреба навитите резистори могат да се нагреят много силно и поради тази причина те се поместват в метален корпус с ребра. Тези резистори са конструирани да работят при висока температура – до 450 °C.
Тъй като навитите резистори представляват един вид бобина, те притежават по-голяма паразитна индуктивност от другите резистори. Чрез начина на навиване се намалява тази индуктивност. Основно това са бифилярно навиване и навиване на плоско ядро, за да намали сечението на индуктивния елемент. За много високи изисквания се прави навиване тип Айртон-Пери.
Навитите резистори се различават от другите конструкции по това, че имат основно проблеми при използване за високи честоти.

### Резистори от фолио
Използваният материал за тези резистори е фолио от специална сплав, дебело няколко микрометра. Прецизният резистор от фолио е изобретен още през 1962 г. и все още е най-прецизната технология за резистор. От появата му през 60-години на миналия век тези резистори се характеризират с най-добра точност и стабилност на параметрите. Един от най-важните параметри, влияещ върху стабилността на параметрите, е температурният коефициент на съпротивлението. Този температурен коефициент за резисторите от фолио е много нисък и се подобрява с развитието през годините. При някои ултрапрецизни резистори този коефициент е 0,14 ppm/°C, допуск ±0,005%, дългосрочна стабилност (1 година) 25 ppm, (3 години) 50 ppm и други.

### Променливи резистори
Потенциометърът представлява резистор с три извода с плавно движещ се гърбичен плъзгач, който се регулира чрез завъртане на вала/оста (А)или чрез линейно преместване. Нарича се потенциометър, защото може да бъде свързан като регулируем делител на напрежение и осигурява променлив потенциал върху извода, свързан към плъзгача. Типичният потенциометър за малка мощност (на чертежа) е конструиран като плосък резисторен елемент (B) от въглерод, метален филм или проводима пластмаса с пружиниращ плъзгач, изработен от фосфорен бронз (C), който се движи върху резистора. Потенциометърът може да има и краен превключвател (Н), който го включва и изключва при завъртане на вала в крайно положение. Една друга конструкция е проводник с високо съпротивление, навит под формата на бобина, върху която се движи плъзгачът. Тези потенциометри имат по-ниска разделителна способност, тъй като плъзгачът преминава от навивка до навивка.

### Нелинейни резистори
При постоянните резистори конструкцията се създава по такъв начин, че съпротивлението им да се променя в минимални граници от външни влияния, за да не се променят параметрите на електрическата схема, в която се използват. Освен тях в електрониката се използват и нелинейни резистори, чието съпротивление зависи от други физически параметри. Това са приложените към резистора напрежение, температура, налягане, светлината или други.

#### Температурнозависим резистор
Терморезисторът е резистор, при който има пряка зависимост на съпротивлението от температурата. Различават се два вида:
- Резистори с положителен температурен коефициент. При тях съпротивлението са увеличава с увеличаване на температурата. Използва се като датчик на температурата, като самовъзстановяващ се предпазител, саморегулиращ се нагревател и други.
- Резистори с отрицателен температурен коефициент. При тях съпротивлението намалява с повишаване на температурата. Използват се за температурни датчици и за ограничаване на пусков ток.

#### Фоторезистор
Фоторезисторът намалява своето съпротивление под въздействие на светлината вследствие на вътрешния фотоелектричен ефект.

#### Резистори, зависими от напрежението
Варисторът е резистор, при който съпротивлението зависи от напрежението. Той намалява съпротивлението си при повишаване на напрежението, обикновено рязко при една прагова стойност, подобно на ценеровия диод, но в двете посоки на напрежението. Използват се за ограничаване на импулси от високо напрежение, но не и за стабилизиране на напрежението.

#### Тензорезистор
- Тензорезисторът е резистор върху гъвкава основа (фолио), който се залепва върху датчик за измерване на натиск или опън. При прилагане на измерваната сила се получава увеличаване на съпротивлението при увеличаване на дължината или намаляването му при намаляването на дължината.
- Въгленовият микрофон променя стойността на съпротивлението при промяна на плътността на въгленова грес от натиска на метална мембрана, подложена на натиск от звуковите вълни.

#### Мемристор
Мемристорът е резистор, чиято характеристика зависи от преминалия през него електричен заряд. Дава отношението на между силата на тока, преминаващ през елемента, интегрирана във времето, и напрежението му. Дълго време се е считал за чисто теоретичен елемент, който не може да се създаде.
Лабораторен образец, който демонстрира някои от свойствата на мемистора, е създаден през 2008 г. в изследователските лаборатории на фирмата Hewlett-Packard.

#### Магниторезистор
Магниторезисторът е резистор, чийто съпротивление зависи от магнитното поле, в което се намира той. В общия случай може да се говори за всяко изменение на тока през образец при определено приложено напрежение и при изменение на магнитното поле. Всички вещества притежават в една или друга степен магнитно съпротивление. Използват се например за датчици.

### Лабораторни променливотокови резистори
Част от международния стандарт IEC 60477 се отнася за резистори, предназначени като лабораторни променливотокови резистори за използване в обхват от честоти от постоянен ток до посочена честота, която не превишава 1 MHz. Такива резистори са наричани по-долу променливотокови резистори.
В допълнение към удовлетворяването на изискванията на IEC 60477, резисторите, отговарящи на изискванията на този стандарт, са проектирани да имат малко изменение на съпротивлението и малко изместване на фазата в посочения честотен обхват.
Поради несигурностите в свойствата на променлив ток, които може да бъдат резултат от разсеяни индуктивности, разсеяни капацитети, вихрови токове, диелектрични абсорбционни ефекти и ефект на кожата, променливотоковите резистори, за които се прилага този стандарт, са класифицирани според тяхната конструкция (Приложение D от стандарта), както следва:
а) Двуизводен резистор, всеки един извод както за ток, така и за потенциал;

b) Триизводен резистор, който има още един екраниран извод (също може да се нарече защитен извод), свързан към електрическия екран от двуизводен резистор, за да намали ефекта на разсеяните капацитети;

c) Четириизводен резистор, който има независими токови изводи и потенциални изводи за намаляване на разсеяните индуктивности и контактните съпротивления;

d) Петизводен резистор, който има още един екраниран извод от четириизводен резистор;

e) Четириизводен коаксиален резистор, който има две изводни двойки с външните екраниращи проводници, работещи като извод с нисък ток или потенциал;

f) Резистор с две изводни двойки, който има две изводни двойки с външни екранирани проводници, работещи като обратен път за сигналния ток (не е заземен);

g) Резистор с четири изводни двойки, който има четири изводни двойки с външни екранирани проводници, работещи като обратен път за сигналния ток (не е заземен), за да се елиминира ефектът от взаимното свързване между токовите и потенциалните проводници.

### Спирачни резистори
Свойството на резисторите за разсейване на топлината може да се използва за забавяне на механична система. Този процес се нарича динамично спиране и такъв резистор се нарича „динамичен спирачен резистор“.
За да забави електродвигателя, кинетичната енергия се трансформира обратно в електрическа енергия. Тази енергия се разсейва с помощта на мощен резистор.
Динамичното спиране може да бъде реостатично и регенеративно.
При реостатичното спиране енергията се разсейва като топлина в резистора. При регенеративно спиране електрическото захранване се връща обратно в системата, но това преимущество има значително по-висока цена на инвертора.
Спирачните резистори се използват както за малки електродвигатели от 0,75 kW, така също и за големи тягови ел. двигатели във влакове или трамваи. Голямо предимство пред триещите спирачни системи е по-малкото износване и по-бързото спиране.
Предимства на динамичните спирачни резистори пред спирането с триене:
- По-малко износване на компонентите.
- Контролиране напрежението на електродвигателя в безопасни граници.
- По-бързо спиране на AC и DC двигатели.
- По-малко обслужване и по-висока надеждност.[4]

#### Резисторна технология
Спирачните резистори имат относително ниски омични стойности и висока мощност. Поради това резисторът навит от проводници е най-популярното решение. Често те имат керамично ядро и са напълно заварени. Спирачните резистори обикновено се монтират в рамка, за да осигурят безопасно разстояние от други части. За да се увеличи способността за разсейване, рамките често се изпълняват с охлаждащи ребра, вентилатори или дори водно охлаждане.

#### Спирачни резистори за честотни инвертори
Повечето DC двигатели се държат като генератори веднага щом им бъде изключено захранването. Получената енергия може да се разсее чрез свързване на мощния резистор като товар.
При асинхронните електродвигатели въртящото се магнитно поле в статора предизвиква магнитно поле. Спирачните резистори се използват за приложения, при които скоростта на електродвигателя надвишава скоростта, която е зададена от инвертора (VFD) или когато се изисква бързо отрицателно ускорение. Спирачните резистори могат да осигурят контролирано спиране при увеличен въртящ момент.
Ако скоростта на въртене на електродвигателя надвиши зададената синхронна скорост от инвертора, двигателят ще действа като генератор. Излишъкът от енергия ще бъде подаван обратно в честотния регулатор VFD и ще увеличи напрежението на DC шината.
Колкото по-голяма е разликата в скоростта между двигателя и задвижването, толкова повече енергия ще бъде върната обратно. Изключително важно е да бъде избран правилния спирачен резистор.
Колкото по-ниска е омичната стойност на резистора, толкова по-бързо той може да спре електродвигателя и толкова повече топлина генерира ще генерира.

## Обозначение на резисторите на схемите
Условните графични обозначения на резисторите на схемите трябва да съответстват на националните и международни стандарти (БДС и IEC). В съответствие с тях, постоянните резистори се обозначават по следния начин:
| Обозначение по БДС | Описание                                                    |
| ------------------ | ----------------------------------------------------------- |
|                    | Постоянен резистор без указана номинална разсейвана мощност |
|                    | Постоянен резистор с номинална разсейвана мощност 0,05 W    |
|                    | Постоянен резистор с номинална разсейвана мощност 0,125 W   |
|                    | Постоянен резистор с номинална разсейвана мощност 0,25 W    |
|                    | Постоянен резистор с номинална разсейвана мощност 0,5 W     |
|                    | Постоянен резистор с номинална разсейвана мощност 1 W       |
|                    | Постоянен резистор с номинална разсейвана мощност 2 W       |
|                    | Постоянен резистор с номинална разсейвана мощност 5 W       |

Променливи, настройващи и нелинейни резистори се обозначават както следва:
| Обозначение по БДС | Описание                                                                                    |
| ------------------ | ------------------------------------------------------------------------------------------- |
|                    | Променлив резистор (потенциометър, реостат).                                                |
|                    | Променлив резистор, включен като реостат (плъзгачът е съединен с един от крайните изводи).  |
|                    | Настройващ резистор (тример).                                                               |
|                    | Настройващ резистор, включен като реостат (плъзгачът е съединен с един от крайните изводи). |
|                    | Варистор (съпротивлението зависи от приложеното напрежение).                                |
|                    | Термистор (съпротивлението зависи от температурата).                                        |
|                    | Фоторезистор (съпротивлението зависи от осветеността).                                      |

## Закон на Ом
Поведението на идеален резистор се описва с линейната зависимост на Закона на Ом:
{\displaystyle U=I\cdot R}
Според нея напрежението U между двата извода на резистора е пропорционално на протичащия през него ток I, като константата на пропорционалност R е електрическото съпротивление на резистора.
Законът на Ом може да бъде записан и във вида:
{\displaystyle I={\frac {U}{R}}}
Според тази формулировка при наличие на напрежение U между изводите на резистор със съпротивление R през него протича ток I. Тази форма се използва пряко в практическите изчисления. Например, ако резистор със съпротивление 300 Ω се свърже към изводите на 12-волтов акумулатор, през него ще протече ток от 0,04 A
{\displaystyle {\frac {12V}{300\Omega }}=0,04A}
От Закона на Ом може да се определи и съпротивлението на резистор, на който може да се измери напрежението и тока. Например, ако резистор е свързан към изводите на 6-волтова батерия и през него е измерен протичащ ток от 30 mA, съпротивлението му е 200 Ω
{\displaystyle {\frac {6V}{0,030A}}=200\Omega }

## Свързване на резисторите във верига
Резисторите могат да се свързват последователно и успоредно. Когато са свързани последователно, за да се намери еквивалентното им съпротивление, се събират стойностите на съпротивленията на всички резистори. Когато са свързани паралелно, за да се намери еквивалентната проводимост (реципрочната стойност на еквивалентното съпротивление на веригата), се събират проводимостите (реципрочните стойности) на всички резистори.

### Последователно свързване
При последователно свързване на няколко резистора протичащият през тях ток е еднакъв, но напрежението между изводите на всеки резистор е пропорционално на неговото съпротивление. Потенциалната разлика за цялата верига е сума от тези напрежения – така общото съпротивление може да бъде изчислено като сбор от съпротивленията на отделните резистори.
{\displaystyle R=R_{1}+R_{2}+\cdots +R_{n}}
В частния случай на N последователно свързани резистора с еднакво съпротивление Ri , тяхното общо съпротивление e 
R = NRi.

### Успоредно свързване
При успоредно свързване на няколко резистора те са подложени на една и съща потенциална разлика (напрежение), но протичащия през тях ток е обратнопропорционален на съпротивленията им. В този случай общата проводимост на веригата е сбор от проводимостите на резисторите:

{\displaystyle G=G_{1}+G_{2}+\cdots +G_{n}} или
{\displaystyle {\frac {1}{R}}={\frac {1}{R_{1}}}+{\frac {1}{R_{2}}}+\cdots +{\frac {1}{R_{n}}}}
От тук общото съпротивление на схемата е R = 1/G, т. е.
{\displaystyle R={\frac {1}{{\frac {1}{R_{1}}}+{\frac {1}{R_{2}}}+\cdots +{\frac {1}{R_{N}}}}}}
или
{\displaystyle R={\frac {{R_{1}}{R_{2}}\cdots {R_{N}}}{{R_{2}}{R_{3}}\cdots {R_{N}}+{R_{1}}{R_{3}}{R_{4}}\cdots {R_{N}}+\cdots +{R_{1}}{R_{2}}\cdots {R_{N-1}}}}},
откъдето при 2 и 3 успоредно свързани резистора се получава съответно
{\displaystyle R={\frac {{R_{1}}{R_{2}}}{{R_{1}}+{R_{2}}}}} и
{\displaystyle R={\frac {{R_{1}}{R_{2}}{R_{3}}}{{R_{2}}{R_{3}}+{R_{1}}{R_{3}}+{R_{1}}{R_{2}}}}}
В частния случай на N успоредно свързани резистора с еднакво съпротивление Ri , тяхното общо съпротивление e 
R = Ri /N.

### Смесено свързване
Верига, включваща съчетание от последователно и успоредно свързани резистори, може да бъде разложена на по-малки части, които са или последователно, или успоредно свързани. Например, при смесеното свързване на схемата вдясно два успоредно свързани резистора R1 и R2 след това са съединени последователно с трети R3 и общото съпротивление е
{\displaystyle R={R_{1}R_{2} \over R_{1}+R_{2}}+R_{3}}
При смесеното свързване на схемата вляво два последователно свързани резистора R1 и R2 след това са съединени успоредно с трети R3, при което общата проводимост се определя като
{\displaystyle {\frac {1}{R}}={\frac {1}{R_{1}+R_{2}}}+{\frac {1}{R_{3}}}} , откъдето общото съпротивление е {\displaystyle R={\frac {R_{3}(R_{1}+R_{2})}{R_{1}+R_{2}+R_{3}}}}
Някои сложни схеми от резистори не могат да бъдат разложени по този начин и изискват по-сложни методи за анализ, като използване на законите на Кирхоф. Например, ако в един куб на всеки ръб се постави резистор, какво би било съпротивлението между два срещуположни върха? В частния случай на 12 еднакви резистора общото съпротивление е 5⁄6 от съпротивлението на отделния резистор. По-общо решение на подобни задачи може да се получи с преобразуване триъгълник-звезда и прилагане на принципите на симетрията или с различни матрични методи.
Едно от практическите приложения на тези зависимости е получаването на нестандартна стойност на съпротивлението чрез успоредно и/или последователно свързване на стандартни резистори. При това обаче трябва да се има предвид, че толерансът на полученото еквивалентно съпротивление е равен на сумата от толерансите на съпротивленията на използваните резистори.

### Делител на напрежение
Делителят на напрежение е устройство, в което изходното напрежение се взема от точката между последователно свързани резистори, наречена средна точка. Така изходното напрежение е част от входното и е право пропорционално на съпротивлението R1 между средната точка и общата точка на схемата (маса):
{\displaystyle U_{WY}=U_{WE}{\frac {R_{1}}{R+R_{1}}}}
Ако R=9R1, то UWY=0,1UWE, т.е. ще стане разделяне на входното напрежение десет пъти.

## Употреба
Резисторът се използва в електрическите вериги с цел да ограничава силата на тока и/или да осигурява пад на напрежение. Това му свойство намира широко приложение в електронните схеми за обезпечаване на определен товар, за задаване на подходящ работен режим (работна точка) на активните компоненти в схемата, за осигуряване на отрицателна или положителна обратна връзка и други подобни.
При избор на резистор за използване в дадена ел. схема е важно да се избере такъв, който да поддържа достатъчна работна мощност спрямо условията в които ще се използва. Мощността му зависи от това при какви напрежения и токове ще работи като се определя от произведението на напрежението и тока (P=U.I). В по-специални схеми – като например работещите при много високи честоти се имат предвид и т.нар. „паразитни“ параметри на резисторите – техният капацитет и индуктивност, а в други случаи от съществено значение може да бъде температурната стабилност на съпротивлението на резистора.

## Стандартни стойности
Промишлено произведените резистори с еднаква номинална стойност имат разлика в съпротивлението. Стойността на възможната разлика се определя от точността на съпротивлението на резистора. Произвеждат се резистори с точност 30 %, 20 %, 10 %, 5 %, 2 %, 1 %, 0,5 %, 0,25 %, 0,1 % и т. н. до 0,01 %. Съпротивленията на резистора не са произволни. Те могат да имат точно определени стандартни номинални стойности, групирани в серии в зависимост от точността на съпротивлението. Стандартните номинални серии за електронни елементи са наречени Е-серии. Номерът на серията означава броя на числата, от които се получават номиналните стойности в нея и с увеличаването му нараства точността на съпротивлението. Чрез умножаване на числата от една серия със степените на 10 (0,01; 0,1; 1; 10, 100, 1000 и т.н.) се получава пълният списък от стандартни стойности, които могат да заемат съпротивленията на резисторите от серията. Най-разпространени са резисторите от сериите E6 (20 %), E12 (10 %) и E24 (за резистори с точност до 5 %). За по-прецизни резистори се използват по-точни серии: E48 – 2 %, E96 – 1 %, E192 – 0,5 %, 0,25 % и 0,1 %).
| E3 ±30% | E6 ±20% | E12 ±10% | E24 ±5% |
| ------- | ------- | -------- | ------- |
| 1,0     | 1,0     | 1,0      | 1,0     |
|         |         |          | 1,1     |
|         |         | 1,2      | 1,2     |
|         |         |          | 1,3     |
|         | 1,5     | 1,5      | 1,5     |
|         |         |          | 1,6     |
|         |         | 1,8      | 1,8     |
|         |         |          | 2,0     |
| 2,2     | 2,2     | 2,2      | 2,2     |
|         |         |          | 2,4     |
|         |         | 2,7      | 2,7     |
|         |         |          | 3,0     |
|         | 3,3     | 3,3      | 3,3     |
|         |         |          | 3,6     |
|         |         | 3,9      | 3,9     |
|         |         |          | 4,3     |
| 4,7     | 4,7     | 4,7      | 4,7     |
|         |         |          | 5,1     |
|         |         | 5,6      | 5,6     |
|         |         |          | 6,2     |
|         | 6,8     | 6,8      | 6,8     |
|         |         |          | 7,5     |
|         |         | 8,2      | 8,2     |
|         |         |          | 9,1     |

Вижда се, че серията E12 се получава чрез отпадане на всяка втора стойност от E24, по същия начин начин се получава E6 от E12 и всяка една серия от съседната с по-голям номер.
Произведените от индустрията резистори също се характеризират с определена стандартна стойност на максималната разсейвана мощност. Масово се произвеждат резистори с мощност 0,125 W, 0,25 W, 0,5 W, 1 W, 2 W и 5 W. По стари стандарти и в някои държави са произвеждани и резистори с други мощности. Например, съгласно стандартите ГОСТ 24013–80 и ГОСТ 10318–80 съветската радиотехническа промишленост е произвеждала резистори със следните номинални мощности във ватове: 0,01; 0,025; 0,05; 0,062; 0,125; 0,5; 1; 2; 3; 4; 5; 8; 10; 12; 15; 16; 40; 63; 100; 160; 250; 500.

## Измерване
Стойността на резистора може да се измерва с омметър. При измерването измервателните сонди на уреда се свързват с краищата на резистора. Обикновеният омметър прилага напрежение от батерията на уреда към резистора, като при това трябва да се вземе за известна стойността на вътрешното съпротивление на уреда. При това протича ток, който задейства измервателния уред. Съгласно закона на Ом се измерва или тока, преминаващ през резистора, или пада на напрежение върху тестов резистор с известно съпротивление.
Измерването на резистори с ниска стойност се извършва с използване на схемата на измерване с четири сонди. Едната двойка измервателни сонди подават известен калибриран ток към резистора, а другата двойка сонди измерват пада на напрежение върху резистора. Този начин на измерване осигурява елиминиране на вътрешното съпротивление на уреда и съпротивлението на измервателните сонди.

## Маркировка на резистори с проводникови изводи
Резисторите с малка мощност са малки детайли, като например резистор с мощност 0,125 W има дължина няколко милиметра и диаметър от порядъка на милиметър. За тези резистори се използва обикновено цветен код под формата на ивици по обиколката му.
За резистори с точност 20 % се използва маркировка с три ивици, а при резистори с 10 % и 5 % – маркировка с четири ивици, за по-точните резистори – с пет или шест ивици. Първите две ивици означават първите два знака на номинала. Ако ивиците са 3 или 4, третата ивица означава десетичния множител, т.е. степента на десетицата, която се умножава по числото от първите две ивици. Ако ивиците са четири, последната ивица показва точността на резистора. Ако ивиците са пет, третата означава третия знак на съпротивлението, четвъртият – десетичния множител, петият – точността. Шестата ивица, ако я има, показва температурния коефициент на електрическото съпротивление. Ако ивицата е 1,5 пъти по-широка от останалите, тя показва надеждността на резистора (% откази на 1000 часа работа)
Понякога се срещат резистори с пет ивици, но стандартна (5 или 10 %) точност. В такъв случай първите две ивици показват първите стойности на номинала, третата – множителя, четвъртата – точността и петата – температурният коефициент. Понякога се използват букви за обозначаване на точността.
| Цвят      | като число | като десетичен множител | като точност в % | като ТКС в ppm/°C | като % откази |
| --------- | ---------- | ----------------------- | ---------------- | ----------------- | ------------- |
| серебрист | –          | 1·10−2 = „0,01“         | 10               | –                 | —             |
| златен    | –          | 1·10−1 = „0,1“          | 5                | –                 | —             |
| черен     | 0          | 1·100 = 1               | –                | –                 | —             |
| кафяв     | 1          | 1·101 = „10“            | 1                | 100               | 1 %           |
| червен    | 2          | 1·10² = „100“           | 2                | 50                | 0,1 %         |
| оранжев   | 3          | 1·10³ = „1000“          | –                | 15                | 0,01 %        |
| жълт      | 4          | 1·104 = „10 000“        | –                | 25                | 0,001 %       |
| зелен     | 5          | 1·105 = „100 000“       | 0,5              | –                 | —             |
| син       | 6          | 1·106 = „1 000 000“     | 0,25             | 10                | —             |
| виолетов  | 7          | 1·107 = „10 000 000“    | 0,1              | 5                 | —             |
| сив       | 8          | 1·108 = „100 000 000“   | 0,05             | –                 | —             |
| бял       | 9          | 1·109 = „1 000 000 000“ | –                | 1                 | —             |
| отсъства  | —          | —                       | 20 %             | –                 | —             |

Примери
- Ако резистор има четири ивици – кафява, черна, червена и златна, то първите две ивици дават 10, третата 100, четвъртата дава точност 5%, следователно резисторът е 10·100 Ω = 1 kΩ, с точност ±5%.
- Ако резистор има три оранжеви ивици, то първите две ивици дават 33, третата 1000, липсата на четвърта дава точност 20%, следователно резисторът е 33·1000 Ω = 33 kΩ, с точност ±20%.
- Ако резистор има четири ивици – кафява, черна, оранжева и златна, то първите две ивици дават 10, третата 1000, четвъртата дава точност 5%, следователно резисторът е 10·1000 Ω = 10 kΩ, с точност ±5%.
- Ако резистор има пет ивици – жълта, виолетова, черна, оранжева и кафява, то първите три ивици дават 470, четвъртата 1000, петата дава точност 1%, следователно резисторът е 470·1000 Ω = 470 kΩ, с точност ±1%.
- Ако резистор има шест ивици – 2 червени, черна, кафява, виолетова и синя, то първите три ивици дават 220, четвъртата 10, петата дава точност 0,1%, шестата показва температурен коефициент на електрическото съпротивление 15 ppm/°C дава точност 5%, следователно резисторът е 10·100 Ω = 1 kΩ, с точност ±0,1% и TKR=±15 ppm/°C.[1]

В САЩ се използват и други системи за означение на точността, например по MIL-стандартите:
| Означение от индустриален тип | Точност | MIL означение |
| ----------------------------- | ------- | ------------- |
| -                             | ±30%    | N             |
| 2                             | ±20%    | M             |
| 1                             | ±10%    | K             |
| 5                             | ±5%     | J             |
| -                             | ±2%     | G             |
| -                             | ±1%     | F             |
| -                             | ±0,5%   | D             |
| -                             | ±0,25%  | C             |
| -                             | ±0,1%   | B             |
| -                             | ±0,001% | E             |